# Liopetri
Liopetri (gr. Λιοπέτρι) – wieś w Republice Cypryjskiej, w dystrykcie Famagusta. W 2011 roku liczyła 4591 mieszkańców.